# Pascal Vahirua
Pour les articles homonymes, voir Vahirua.
Pascal Vahirua, né le 9 mars 1966 à Papeete, en Polynésie française, est un footballeur international français évoluant au poste d'ailier gauche.
Il compte 22 sélections en équipe de France entre 1990 et 1994.

## Biographie
Pascal Vahirua grandit dans une famille attachée à la pratique du football. Son oncle, Bernard Vahirua est l'entraîneur de l'équipe de Temanava, à Moorea, et son cousin Marama Vahirua devient plus tard un joueur de Ligue 1. Après ses débuts dans la Fédération tahitienne de football, où il a porté les maillots de l'AS Mataiea 
et de Vataka, il intègre en 1982 le centre de formation de l'AJ Auxerre où il effectue la majeure partie de sa carrière. Il compte également vingt-deux sélections et un but avec l'équipe de France.
Son poste était ailier gauche. Il possédait de très bonnes qualités de vitesse et de centre. Après avoir mis fin à sa carrière professionnelle en 2002, il s'engage comme joueur au Stade auxerrois à un niveau amateur. En 2005, il prend en charge la formation des jeunes de ce club. Parallèlement, il est employé au service des sports de la mairie d'Auxerre, chargé du développement du football de quartier. Il participe ainsi à des stages d'éducateur. Il est actuellement entraîneur des 15 ans de l'AJ Auxerre.
Il est décoré chevalier de l'Ordre de Tahiti Nui en 2014.

## Statistiques

### Générales
| Saison                | Club                  | Championnat           | Championnat | Championnat | Coupe(s) nationale(s) | Coupe(s) nationale(s) | Compétition(s) continentale(s) | Compétition(s) continentale(s) | Compétition(s) continentale(s) | Total | Total |
| Saison                | Club                  | Division              | M.          | B.          | M.                    | B.                    | Comp.                          | M.                             | B.                             | M.    | B.    |
| 1984-1985             | AJ Auxerre            | Division 1            | 1           | 0           | 0                     | 0                     | -                              | -                              | -                              | 1     | 0     |
| 1985-1986             | AJ Auxerre            | Division 1            | 4           | 0           | 1                     | 0                     | C3                             | 1                              | -                              | 6     | 0     |
| 1986-1987             | AJ Auxerre            | Division 1            | 26          | 8           | 3                     | 1                     | -                              | -                              | -                              | 29    | 9     |
| 1987-1988             | AJ Auxerre            | Division 1            | 35          | 9           | 4                     | 1                     | C3                             | 2                              | -                              | 41    | 10    |
| 1988-1989             | AJ Auxerre            | Division 1            | 34          | 6           | 7                     | 4                     | -                              | -                              | -                              | 41    | 10    |
| 1989-1990             | AJ Auxerre            | Division 1            | 29          | 4           | 1                     | 0                     | C3                             | 9                              | 2                              | 39    | 6     |
| 1990-1991             | AJ Auxerre            | Division 1            | 37          | 6           | 3                     | 0                     | -                              | -                              | -                              | 40    | 6     |
| 1991-1992             | AJ Auxerre            | Division 1            | 35          | 3           | 1                     | 1                     | C3                             | 4                              | 2                              | 40    | 6     |
| 1992-1993             | AJ Auxerre            | Division 1            | 32          | 5           | 1                     | 0                     | C3                             | 10                             | 2                              | 43    | 7     |
| 1993-1994             | AJ Auxerre            | Division 1            | 34          | 10          | 6                     | 1                     | C3                             | 2                              | 1                              | 42    | 12    |
| 1994-1995             | AJ Auxerre            | Division 1            | 20          | 1           | 3                     | 1                     | C2                             | 2                              | 0                              | 25    | 2     |
| 1995-1996             | SM Caen               | Division 2            | 40          | 2           | 6                     | 0                     | -                              | -                              | -                              | 46    | 2     |
| 1996-1997             | SM Caen               | Division 1            | 25          | 1           | 2                     | 0                     | -                              | -                              | -                              | 27    | 1     |
| 1997-1998             | SM Caen               | Division 2            | 9           | 1           | 3                     | 0                     | -                              | -                              | -                              | 12    | 1     |
| 1998-1999             | Atromitos FC          | Gámma Ethnikí         | -           | -           | -                     | -                     | -                              | -                              | -                              | 0     | 0     |
| 1999-2000             | Atromitos FC          | Gámma Ethnikí         | -           | -           | -                     | -                     | -                              | -                              | -                              | 0     | 0     |
| 2000-2001             | Atromitos FC          | Gámma Ethnikí         | -           | -           | -                     | -                     | -                              | -                              | -                              | 0     | 0     |
| 2001-2002             | Tours FC              | CFA                   | 11          | 1           | 2                     | 0                     | -                              | -                              | -                              | 13    | 1     |
| Total sur la carrière | Total sur la carrière | Total sur la carrière | 372         | 57          | 43                    | 9                     | -                              | 30                             | 7                              | 445   | 73    |

### Buts internationaux
| # | Date         | Lieu                            | Adversaire | Résultat | Compétition  | Détails | Détails       | Détails | Sél. |
| - | ------------ | ------------------------------- | ---------- | -------- | ------------ | ------- | ------------- | ------- | ---- |
| 1 | 25 mars 1992 | Parc des Princes, Paris, France | Belgique   | N 3 - 3  | Match amical | 45e     | du pied droit | 2-2     | 11e  |

## Palmarès de joueur

### En club
- Vainqueur de la Coupe de France en 1994 avec l'AJ Auxerre
- Champion de France de Division 2 en 1996 avec le SM Caen
- Champion de France de Division 3 en 1986 avec l'AJ Auxerre
- Vainqueur de la Coupe Gambardella en 1985 avec l'AJ Auxerre
- Vainqueur de la Coupe des Alpes en 1987 avec l'AJ Auxerre

### En équipe de France
- 22 sélections et 1 but entre 1990 et 1994[5]
- Vainqueur du Tournoi du Koweït en 1990

## Palmarès d'entraîneur
- Champion de Bourgogne de Division d'Honneur avec le Stade auxerrois en 2006
- Vainqueur de la Coupe de Bourgogne avec le Stade auxerrois 2006

## Distinctions personnelles et records
- Membre de l'équipe de France qui dispute 19 matchs sans défaite (entre mars 1989 et le 19 février 1992)
- Membre de l'équipe de France qui remporte tous les matchs des Éliminatoires du Championnat d'Europe de football 1992 (une première en Europe)
- Membre de l'équipe européenne de l'année France Football en 1991 et de l'équipe de l'année World Soccer Awards en 1991.